# 13e division de Landwehr (Empire allemand)
Pour les articles homonymes, voir 13e division.
La 13e division de Landwehr est une unité majeure de l'armée prussienne pendant la Première Guerre mondiale.

## Composition

### Composition de guerre à partir du 25 mai 1915
- 60e brigade d'infanterie de Landwehr
  - 60e régiment d'infanterie de Landwehr
  - 71e régiment d'infanterie de Landwehr
- 61e brigade d'infanterie de réserve
  - 60e régiment d'infanterie de réserve
  - 115e régiment d'infanterie de Landsturm
    - 8e peloton de mitrailleuses de forteresse
- Détachement de remplacement de cavalerie du 14e corps d'armée
- 1er escadron de Landsturm du 14e corps d'armée
- Détachement de remplacement du 25e régiment d'artillerie de campagne
- Détachement de remplacement du 84e régiment d'artillerie de campagne
- Personnel du 19e régiment d'artillerie à pied
  - 18e bataillon d'artillerie à pied de Landwehr
  - 1re batterie du 10e régiment d'artillerie à pied de réserve
- 1re compagnie du génie de Landwehr du 10e corps d'armée
- 1re compagnie du génie de Landwehr du 15e corps d'armée

### Composition de guerre à partir du 29 mars 1918
- 60e brigade d'infanterie de la Landwehr
  - 15e régiment d'infanterie de Landwehr
  - 60e régiment d'infanterie de Landwehr
  - 82e régiment d'infanterie de Landwehr
  - 5e escadron du 6e régiment de dragons
- 245e commandement d'artillerie
  - 13e régiment d'artillerie de campagne de Landwehr
- 413e bataillon du génie
- 513e commandement divisionnaire du renseignement

## Histoire
La division est formée le 17 mai 1915 sur le front occidental et y est utilisée exclusivement. Après la fin de la guerre, l'unité rentre chez elle, où la division est d'abord démobilisée puis finalement dissoute en janvier 1919.

### Calendrier de bataille

#### 1915
- à partir du 31 mai --- Batailles de tranchées en Lorraine

#### 1916
- Batailles de tranchées en Lorraine

#### 1917
- jusqu'au 10 février --- Batailles de tranchées en Lorraine
- 11 février au 5 avril --- Batailles de tranchées sur l'Aisne
- 6 avril au 12 mai --- Batailles de tranchées devant Verdun
- 12 mai au 20 juin --- Combats devant le front Siegfried
- 21 juin au 31 décembre --- Combat dans la ligne Siegfried

#### 1918
- 1er janvier au 20 mars --- Batailles de tranchées près de Saint-Quentin et sur l'Oise
- 21-25 mars --- Grande Bataille de France
- 25 mars au 26 mai --- Batailles de tranchées au nord de l'Ailette
- 27 mai --- Prise des hauteurs du Chemin des Dames
- 27 mai au 13 juin --- Bataille de Soissons et Reims
- 19 juin au 11 septembre --- Batailles de tranchées entre Meuse et Moselle
- 12 au 14 septembre --- Batailles d'évasion de l'Arc Mihiel
- 15 septembre au 10 octobre --- Batailles de tranchées dans la plaine de la Woëvre et à l'ouest de la Moselle
- 10 octobre au 11 novembre --- Batailles de tranchées dans la plaine de la Woëvre
- à partir du 12 novembre --- Retour en marche à travers la Lorraine, la province de Rhénanie et le Palatinat

#### 1919
- jusqu'au 4 janvier --- Retour en marche à travers la Lorraine, la province de Rhénanie et le Palatinat

## Commandants
| Grade                  | Nom                      | Date                               |
| ---------------------- | ------------------------ | ---------------------------------- |
| Generalleutnant        | Hermann Heidborn         | 9 mai au 18 août 1915              |
| Generalmajor           | William Balck            | 19 août 1915 au 4 septembre 1916   |
| Generalleutnant        | Hermann Heidborn         | 5 septembre 1916 au 17 mai 1917    |
| Generalleutnant        | Paul Liebeskind          | 18 au 23 mai 1917                  |
| Generalmajor           | Hermann Rumschöttel (de) | 23 mai au 20 août 1917             |
| General der Infanterie | Georg von Gayl           | 20 août 1917 au 2 décembre 1918    |
| Generalmajor           | Kurt Wilcke              | 3 décembre 1918 au 16 janvier 1919 |